# Mrs. Matthews, Dressmaker
Mrs. Matthews, Dressmaker è un cortometraggio muto del 1912 diretto da F.J. Grandon (Francis J. Grandon).

## Produzione
Il film fu prodotto dall'Independent Moving Pictures Co. of America (IMP).

## Distribuzione
Distribuito dalla Motion Picture Distributors and Sales Company, il film - un cortometraggio di una bobina - uscì nelle sale cinematografiche statunitensi l'8 febbraio 1912.